# Rhus copallinum
Rhus copallina (orth. var. Rhus copallinum) es una especie de árbol perteneciente a la familia de las anacardiáceas.

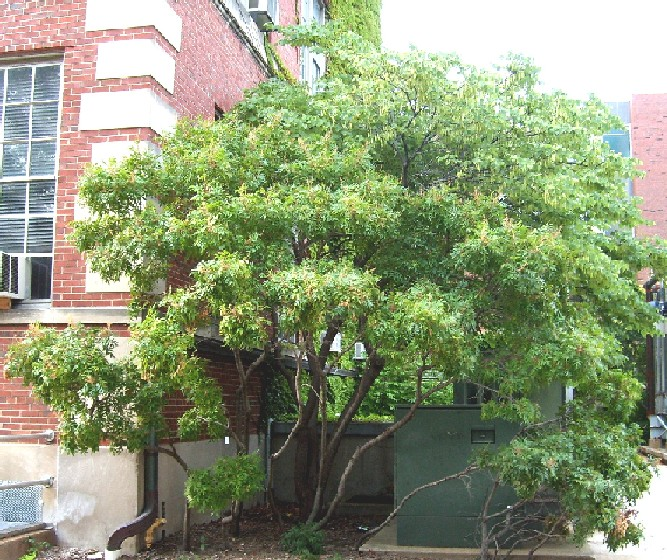
En Illinois State University

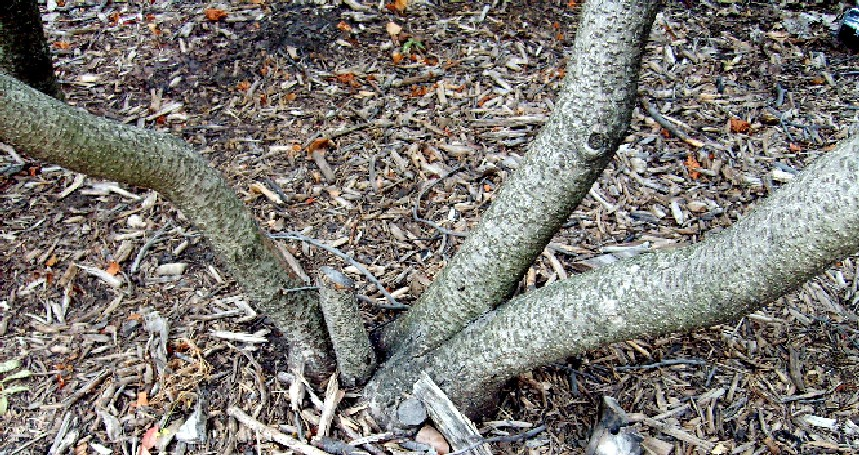
Tronco

## Distribución y hábitat
Es nativo del este de América del Norte. Se trata de un árbol caducifolio que alcanza un tamaño de 3.5 a 5.5 metros (11-18 pies) de altura y un diferencial de igualdad con una copa redondeada. Un árbol joven de 5 años de edad se mantendrá alrededor de 2,5 metros.

## Descripción
Zumaque Luminoso se cultiva a menudo, en los que es muy adecuado para los paisajes naturales e informales, ya que tiene los corredores subterráneos que se extienden para proporcionar una densa cubierta arbustiva para las aves y la vida silvestre. Esta especie es apreciada por la plantación ornamental debido a su follaje brillante oscuro de color verde que se vuelve un color naranja-rojo brillante en otoño. La vista del color de otoño se disfruta con frecuencia a lo largo de las carreteras interestatales, ya que la planta coloniza fácilmente estos y otros sitios perturbados. Las diminutas flores, de color amarillo verdoso, nacen en panículas terminales compactas y son seguidas por racimos de vistosas bayas de color rojo que persisten en el invierno y atraen la vida silvestre. 
La corteza es delgada y se estropea con facilidad de impacto mecánico; las ramas se inclinan cuando el árbol crece, y requerirán la poda para el paso de vehículos o peatones bajo el dosel; rutinariamente crecen múltiples troncos. El árbol quiere crecer con varios troncos, pero puede ser proparado para crecer con un solo tronco. No tiene espinas.

## Cultivo
El árbol se puede plantar en un contenedor o una maceta sobre el suelo; recomendado para las franjas de protección alrededor de los estacionamientos o para las plantaciones medianas strip-tease en la carretera; planta de regeneración; espécimen; el árbol ha sido cultivado con éxito en las áreas urbanas, donde la contaminación del aire, el drenaje deficiente, la tierra compactada, y / o la sequía son comunes.
El árbol crece a pleno sol o sombra parcial. Tolerancias suelo incluyen arcilla, limo, arena, ligeramente alcalino, ácido, y un suelo bien drenado. Su tolerancia a la sequía es alto.

## Taxonomía
Rhus copallinum fue descrita por Carlos Linneo y publicado en Species Plantarum 1: 266. 1753.
Variedades
- Rhus copallinum subsp. leucantha (Jacq.) A.E. Murray
- Rhus copallinum var. obtusifolia (Small) Fernald & Griscom